# Conny Andersson
Conny Andersson (Alingsås, 28 december 1939) is een voormalig Formule 1-coureur.
Hij schreef zich in voor 5 races in deze klasse: in 1976 de Grand Prix van Nederland en in 1977 de Spaanse, de Belgische, de Zweedse en de Franse Grand Prix.
Andersson viel echter op Zandvoort uit door motorproblemen. In de overige vier Grands Prix in 1977 was hij te langzaam om zich te kunnen kwalificeren voor de race.
Andersson reed in 1976 met een Surtees-Ford en in 1977 met een BRM.